# جوسيه م. مانالو
د. خوسيه م. مانالو مؤلف فلبيني لكتب إنجليزية

## التعليم
حصل على شهادة البكالوريوس في الآداب في عام 1950 ودرجة الماجستير في الآداب في عام 1961 من جامعة أتينيو دي مانيلا.

## المهنة
وعمل رئيسا لنادي الروتاري في الفلبين وخبيرا استشاريا في مجال الاتصالات لدى عدد من الشركات التجارية.وأنشأ أول مختبر للخطابات في الخطوط الجوية الفلبينية ، وقدم أول خطاب تدريبي رسمي لمضيفي و مضيفات الطيران في 1950.
وكمعلم ، عمل كعميد لمعهد الفنون والعلوم في كلية التجارة الفلبينية [الآن جامعة بوليتكنيك في الفلبين] .وعميد كلية الفنون الليبرالية في كلية ماونت كارمل في بالر ؛ورئيس قسمي اللغة الإنجليزية والتحدث في جامعة مانيلا ؛ ومدير الخطاب والدراما في كلية سانت بول في مدينة كيزون (الآن جامعة سانت بول في مدينة كيزون) ،وفي وكلية القديس يوسف في مدينة كيزون ، وهو مستشار خطابات ومدرب خطابات في بال ، القوات الجوية الفلبينية ، وفي وشركة سان ميغيل ؛ وأستاذ اللغة الإنجليزية ،التكوين ، الأدب ، الخطاب ، الدراما ، البث الإذاعي - التلفزيوني ،والعلوم الإنسانية في جامعة الشرق ، و جامعة الشرق الأقصى ،وجامعة سينترو إسكولار ،و كلية المعلمين الوطنية ،وكلية لا كونكورديا ، و كلية ستيلا ماريس في مدينة كيزون، و في كلية القلب الطاهر في ماري في كويزون سيتي ، وجامعة أتينيو دي مانيلا.